# Operation Mockingbird
Operation Mockingbird er et påstået storstilet CIA-program, der startede i de tidlige år af Den Kolde Krig. Programmet havde til hensigt at manipulere amerikanske nyhedsmedieorganisationer og derigennem påvirke den offentlige mening (til forskellige propagandaformål). I henhold til forfatteren Deborah Davis rekrutterede Operation Mockingbird førende amerikanske journalister til et propagandanetværk og styrede operationen gennem forskellige frontorganisationer. CIA's støtte til disse frontorganisationer blev afsløret, da en Ramparts-artikel fra april 1967 rapporterede, at National Student Association modtog finansiering fra CIA. I 1975 afslørede Church-komitéens kongresundersøgelser agenturets forbindelser med journalister og borgergrupper.
I 1973 blev et dokument, der blev omtalt som "Family Jewels", offentliggjort af CIA. Dette dokument indeholdte en henvisning til "Project Mockingbird", som var navnet på en operation i 1963, hvor man aflyttede to journalister, som man mente spredte klassificeret information. Dokumentet indeholder ikke referencer til "Operation Mockingbird".

## Baggrund
I de tidlige år af Den Kolde Krig blev der gjort en indsats fra den amerikanske regering for at påvirke den offentlige mening gennem massemedier. Efter det amerikanske senats Watergate-komité i 1973 afslørede magtmisbrug (overvågning) af den amerikanske regering og The New York Times efterfølgende i en 1974-artikel af Seymour Hersh hævdede, at CIA havde krænket dets lovhjelm ved at spionere på anti-krigsaktivister, opfordrede tidligere CIA-embedsmænd og nogle politikere til en kongresundersøgelse, der blev kendt som Church-komiteen. Church-komitéens rapport, som blev udgivet 1976, bekræftede nogle tidligere historier, der havde hævdet, at CIA havde etableret nogle relationer til nogle private institutioner, herunder pressen. Uden at identificere personer ved navn, erklærede Church-komiteen, at den fandt halvtreds journalister, der havde officielle, men hemmelige, relationer til CIA. I en magasinartikel fra Rolling Stone fra 1977, "The CIA and the Media", beskrev reporter Carl Bernstein, at mere end 400 amerikanske pressemedlemmer i hemmelighed havde udført opgaver for CIA, herunder New York Times udgiver Arthur Hays Sulzberger, klummeskribent og politisk analytiker Stewart Alsop og Time magazine. Bernstein dokumenterede endvidere den måde, hvorpå oversøiske afdelinger af store amerikanske nyhedsbureauer i mange år havde fungeret som "øjne og ører" for Operation Mockingbird og havde spredt CIA-propaganda gennem amerikanske medier.
I "The Rising Clamor: The American Press, the Central Intelligence Agency, and the Cold War" skrev David P. Hadley, at den "fortsatte mangel på specifikke detaljer [leveret af Church-komitéen og Bernsteins afsløring] viste en grobund for nogle besynderlige påstande vedrørende CIA og pressen". Som et eksempel herpå nævnte han udokumenterede påstande fra reporteren Deborah Davis. Davis skrev i Katharine the Great – hendes uautoriserede biografi fra 1979 om Katharine Graham, ejer af The Washington Post – at CIA drev en "Operation Mockingbird" i løbet af denne tid. Hun skrev endvidere, at det Prag-baserede International Organization of Journalists (IOJ) "modtog penge fra Moskva og kontrollerede journalister på alle større aviser i Europa – formidling af historier, der fremmede den kommunistiske sag". Ligeledes skrev hun, at Frank Wisner, direktør for Office of Policy Coordination (en hemmelig operationsenhed oprettet i 1948 af USA's nationale sikkerhedsråd) havde oprettet Operation Mockingbird som modsvar til IOJ og rekrutterede Phil Graham fra The Washington Post til at køre projektet. Davis påstod endvidere, at: "I begyndelsen af 1950'erne 'ejede' Wisner højtrespekterede medlemmer af The New York Times, Newsweek, CBS og andre kommunikationskanaler." Davis skrev, at efter at Cord Meyer sluttede sig til CIA i 1951, blev han Operation Mockingbirds "hovedagent". Hverken Church-udvalget eller nogen af de undersøgelser, der efterfulgte den, fandt, at der eksisterede sådane operationer som beskrevet af Davis. Hadley opsummerede: "Mockingbird, som beskrevet af Davis, er forblevet en vedvarende teori"; og tilføjede: "Davis/Mockingbird-teorien om, at CIA drev et bevidst og systematisk program, der manipulerede de amerikanske medier, ser ikke ud til at være funderet i virkeligheden, men det bør ikke skjule den aktive rolle, som CIA spillede i at påvirke indenlandsk presses produktion."
QAnon-tilhængere har brugt udtrykket "Operation Mockingbird", når de refererer til amerikanske medier, der spreder, hvad tilhængerne betragter som "falske nyheder".

## Generelle og citerede referencer
- Davis, Deborah (1979). Katharine The Great: Katharine Graham and The Washington Post. Harcourt Brace Jovanovich. ISBN 0151467846.

## Yderligere læsning
- Wilford, Hugh (2008). The Mighty Wurlitzer: How the CIA Played America. Cambridge: Harvard University Press. ISBN 978-0-674-02681-0.
- Saunders, Frances Stonor (1999). Who Paid the Piper?: CIA and the Cultural Cold War. London : Granta Books. ISBN 978-1-86207-029-5.
- Thomas, Evan (1995). The very best men, four men dared: the early years of the CIA. New York: Simon & Schuster. ISBN 978-0-684-81025-6.
- Ranelagh, John (1987). The agency: the rise and decline of the CIA. New York: Simon & Schuster. ISBN 978-0-671-63994-5.
- Weiner, Tim (2007). Legacy of ashes: the history of the CIA. New York: Doubleday. ISBN 978-0-385-51445-3.

## Eksterne links
- CIA's release of records relating to or mentioning Project MOCKINGBIRD in response to a FOIA request by MuckRock